# エイムズの部屋

エイムズの部屋の中の人の実際の位置と見かけの位置の図

エイムズの部屋は、錯視を起こす歪んだ部屋。ヘルマン・フォン・ヘルムホルツの著作の影響もあるが、 1946年にアメリカの科学者アデルバート・エイムズ・ジュニアにより発明され、翌年に作られた。
エイムズの部屋は、覗き穴を通して片目で見る。覗き穴を通すと部屋は普通の直方体をしているように見える。後ろの壁は見ている人の視線に対して垂直かつ直角で、2つの垂直な側壁は互いに平行、そして水平な床と天井があるように見える。しかし、部屋の本当の形は6面の凸多面体であり、部屋の設計によっては全ての面が規則的もしくは不規則的な四辺形になるため、部屋の1つの角が他の角よりも見ている人から遠くなる（右の俯瞰図参照）

## 解説
普通の部屋と錯覚するのは、部屋の実際の形に関するほとんどの情報が見ている人の目に届かないためである。部屋の幾何学的な配置は透視投影を用いて入念に設計されているため、覗き穴から見ている人の目の網膜に投影される像は、普通の部屋を見た時の像と同じとなる。見ている人が部屋の各部分の実際の位置を知覚できないと、普通の部屋であるという錯覚が生じる。
見ている人が部屋の本当の形を知覚できないようにするために1つの重要な面は覗き穴である。少なくとも3つの結果をもたらす。

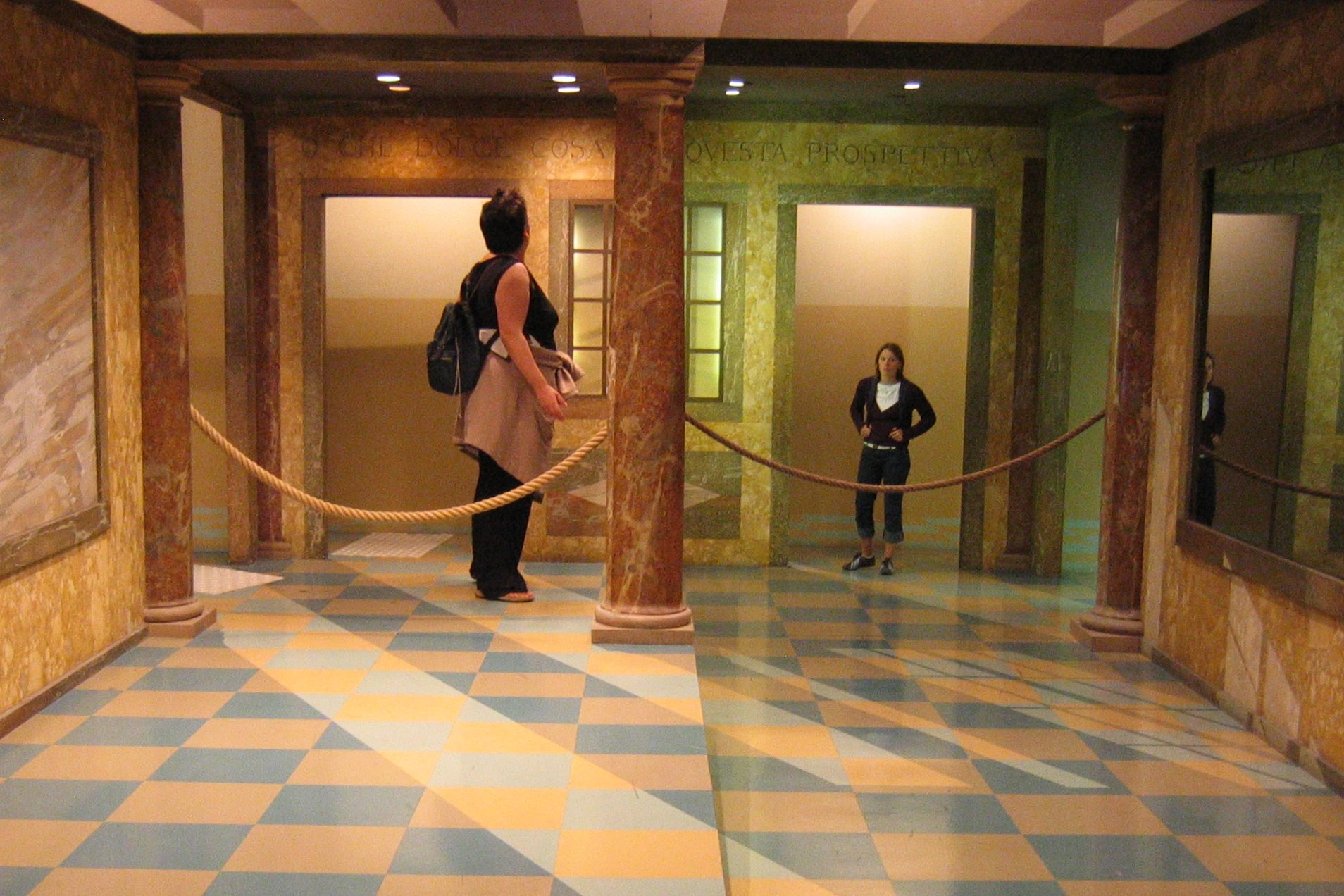
エイムズの部屋

1. エイムズの部屋目に映る像が普通の部屋であると思う場所から見させる。あらゆる場所から見えてしまうと、部屋の本当の形が分かってしまう。
2. 見ている人が部屋を覗くために片目を使わざるを得ず、実際の形状についての情報を立体視から得られなくする。

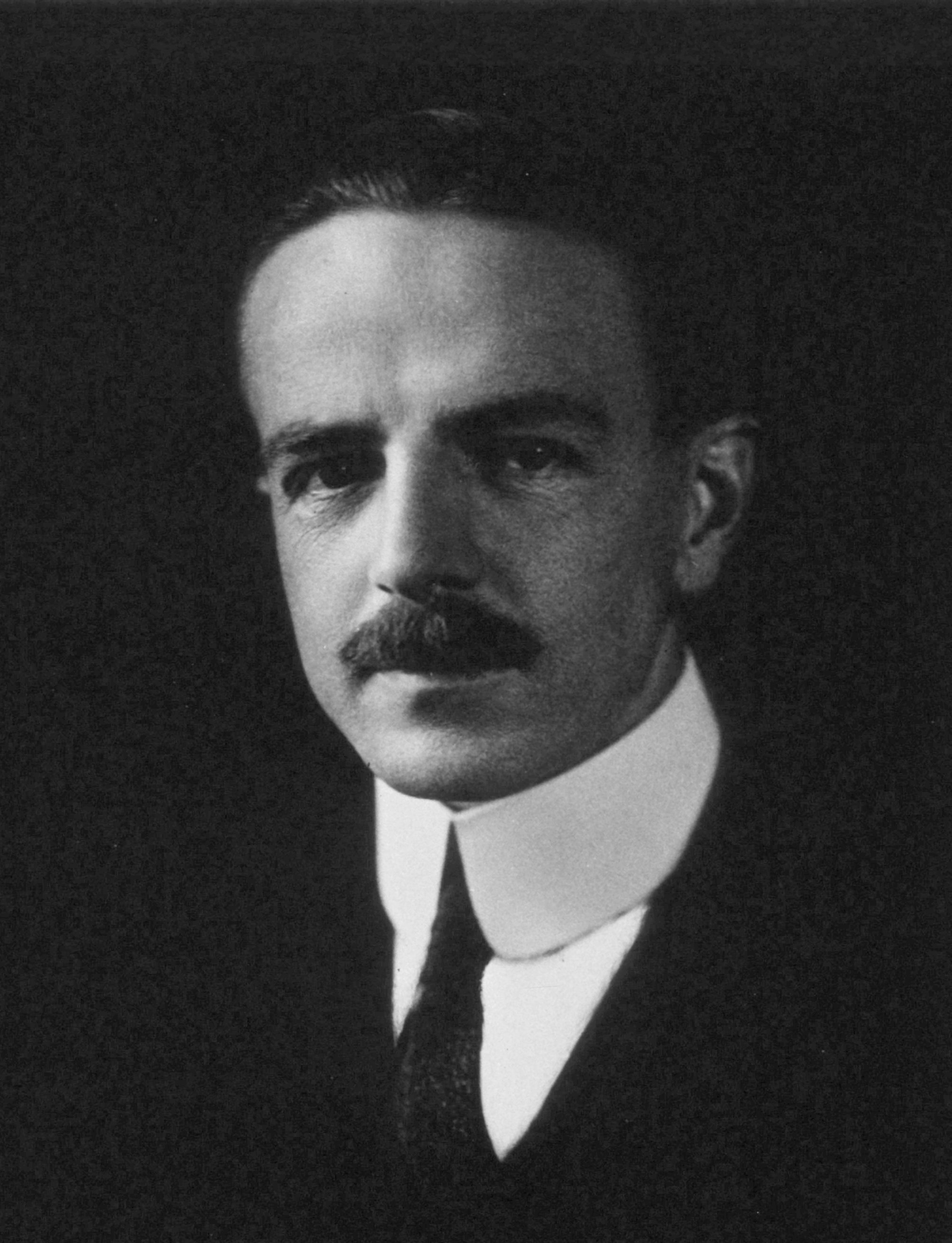
アデルバート・エイムズ・ジュニア

3. アデルバート・エイムズ・ジュニア見ている人が目を別の場所に動かすことを妨げる。これにより、運動視差から部屋の実際の形状についての情報を得られなくする。

部屋の本当の形状についての他の情報源も設計者により取り除かれる。例えば、本当は遠い隅と本当は近い隅を同じくらいの明るさにすることである。他には、壁（窓など）および床（白黒のチェッカーボードのタイルなど）のパターンを、見かけ上の幾何学と一致させることができる。
この仕掛けは、見慣れている大きさなど部屋内の物の本当の場所に関する他の情報を克服するのに十分強力である。例えば、見ている人は大人は全てほとんど同じ大きさであることは分かっているが、本当は近くに立っている大人は巨人に見え、本当は遠くに立っている大人は小人に見える。他の例としては、見ている人は大人が大きさを変えることができないことを知っているが、本当は近い隅と本当は遠い隅の間を行き来する人を見ると大きくなったり小さくなったりするように見える。
研究により、壁や天井を使わずに錯覚を作り出すことができることが示されている。適切な背景に対して見かけの水平線（実際には水平ではない）を作成すれば十分であり、目は水平線上の物体の見かけの相対的な高さによる。

## 発明以前
エイムズの部屋は、早くは15世紀から始まるトロンプ・ルイユと呼ばれる芸術の動きを前身として持っている。これにおいては、芸術家は通常は平面上に、3次元空間の錯覚を作り出す。

## 「反重力」錯視と「磁気の山」
エイムズの最初の設計には、ボールが重力に反して上に転がるように見えるために設置された溝が含まれていた。Richard Gregoryは、この見かけの「反重力」効果は見かけ上の大きさの変化よりも驚くべきものと捉えていたが、今日ではエイムズの部屋を展示する際に設置されないことも多い。
Gregoryは「磁気の丘」（グラビティヒルとも）はこの原理により説明できると推測した。スコットランドのエアーシアにある魔法の山（Electric Braeとして知られる）において、木の列がエイムズの部屋の設定に似た背景を形成し、それにより小川の水が丘の上に流れていくように見えることを発見した。
Gregoryに対してこの観察が、世界を理解するための異なる原理が、我々の認識においてどのように競合するかについての特に興味深い疑問を投げかけた。世界の基本特性である重力法則を否定するように見えるため、「反重力効果」は「サイズ変化」効果よりはるかに強烈なパラドックスである。対して、見かけのサイズ変化は、物体はある程度サイズを変化できるという経験を持っている（例えば、人や動物はしゃがんだり伸びたりすることで小さく見せたり大きく見せたりすることができる）ため、それほど強烈なパラドックスではない。

## ホニ現象
エイムズの部屋では、他人よりも配偶者の大きさのゆがみの方が少ないと感じる人がいるという、ホニ現象として知られる一種の選択的知覚歪曲がある。
この効果は、見られる配偶者の愛の強さ、好み、信頼に関係していた。これが良好な女性は、自分のパートナーよりも他人がより歪んでいると感じた。男性により大きさの判定は、配偶者に対する感情の強さに影響されないようであった。
さらなる研究では、ホニ現象は最初に考えられたまま存在することは確実にないが、女性が男性よりも大きいと判断したものを意味があり価値のある認識と解釈するという、知覚に影響を及ぼす性差として説明されうるかもしれない。

## メディア
エイムズの部屋の原理は、小さなサイズの俳優の隣に巨大なサイズの俳優を見せる必要があるときにテレビや映画制作の特殊効果で広く使われてきた。例えば、ロード・オブ・ザ・リング三部作の制作では、小さなサイズのホビットが背の高いガンダルフの隣に立つときにその身長を正しくするために、ホビット庄のシーンではエイムズの部屋のセットがいくつか使われている。
特殊効果で使われているときは、見る側はエイムズの部屋が使われていることは分からない。しかし、エイムズの部屋が明示されることも数回ある。
- 1965年のテレビスペシャルMy Name Is Barbra（英語版）で使われた。スターが女の子のメドレーを歌う前に小さくなり、大人の歌を歌う時に通常の大きさに戻ることができた。
- ロアルド・ダールの小説『チョコレート工場の秘密』を1971年に映画化した『夢のチョコレート工場』にも描かれている。
- 1960年代のテレビシリーズ 『原子力潜水艦シービュー号』では、'The Enemies'というエピソードでエイムズの部屋を使用して、単に布告するだけでなく2人の人物（部屋の両側に立っている）の気を狂わせようと試みている。
- スーパーマリオ64にエイムズの部屋に似た部屋があり、そこにはちびでかアイランドにつながる2つの絵が向かい合った廊下の端にある。プレイヤーが部屋の中央にいるとき、2つの廊下は同じ深さで同じ大きさの絵があるように見える。プレイヤーが近づくと、一方の絵画は大きく、もう一方の絵画は小さくなる。
- 2010年のHBOの映画Temple Grandin（英語版）は、オープニングタイトルのシーンにエイムズの部屋を使用し、実際の物語の中では、高機能自閉症のタイトルの人物が科学プロジェクトとしてスケールモデルの錯覚を直感的に考案している。
- イギリスのロックグループSqueezeは、1987年のミュージックビデオ"Hourglass"にエイムズの部屋を使っている。
- イギリスのロックバンドStatus Quoは、1975年のスタジオアルバムOn the Levelのフロントカバーにエイムズの部屋を使っている。
- イギリスのロック歌手ロジャー・ダルトリーは、1980年の歌Free Meのミュージックビデオにエイムズの部屋を使っている。
- 2004年の映画『エターナル・サンシャイン』で、登場人物のジョエル・バリッシュ（ジム・キャリー）を小さな子供と同じ大きさに見せるためにエイムズの部屋を用いている。